# Európa Kiadó (együttes)
Az Európa Kiadó 1981-ben alakult budapesti, avantgárd / alternatív rockzenekar, a magyar underground zenei élet jellegzetes képviselője.

## Története
1981-ben az URH feloszlása után alakult budapesti, avantgárd (alternatív) rockegyüttes. Az alapítók a Müller Péter Iván kiválásával megmaradt három URH tag, azaz Menyhárt Jenő (gitár, ének), Kiss László (basszusgitár), Salamon András (dob), valamint Dénes József, Dönci (gitár) voltak. Az együttes első műsora a Pusztulás Piszkozatai címet viselte, és erősen érezhető volt rajta az URH hatása. 
Salamon 1981 -- 1982 telén kilépett az együttesből, egy ideig dobos nélkül maradt a zenekar. Még 1981-ben csatlakozott a zenekarhoz Gerő András, Menyhárt volt katonatársa, aki elektromos zongorán játszott, majd Magyar Péter lett a dobos 1982 kora nyarán, és a színes tehetségű (a későbbiekben az Orkesztra Luna zenekart alapító), zenészi múlttal rendelkező Kamondy Ágnes, Dénes akkori barátnője is ebben az évben kezdett játszani a zenekarban szintetizátoron. Az Ikarus Művelődési Házban felvett anyaguk a Love ’82 címet viselte.
Ekkorra már egyre inkább kialakult az együttes sajátos stílusa, mely egyszerre volt „földközeli” és filozofikus, az URH elkeseredett lázadását felváltandó. A (vad, kielégületlen/kielégíthetetlen) szerelem mint téma meghatározó lett Menyhárt szövegeiben, míg az URH együttesnél a szerelem központi témaként csak egy-két dalban jelent meg.
Fontos esemény 1983-ból (ekkor már disszidálási szándéka miatt Gerő kilépett az Európa Kiadóból), hogy a zenekar tagja lesz a profi zenész Másik János is. A billentyűs hangszerek megszólaltatásáért lesz hosszú ideig felelős, de ha kell dobol, vagy épp gitározik a felvételeken, ill. meghatározó szerepe lesz a zeneszerzésben.
Gasner János is csatlakozik az Európa Kiadóhoz, aki Dénessel együtt az avantgárd/alternatív rock legjobb gitárosai lettek az idők folyamán. Menyhárt – aki szintén a stílus meghatározó gitárosai közé tartozik – egyre inkább énekes-színpadi emberként kerülhetett így előtérbe a koncerteken. (Ebből az időszakból többek számára emlékezetes még az itt tanuló kongói diák, Joe Dyssou fellépései is a zenekarral.) 82 – 83-ra a magyar underground egyik legnépszerűbb, legmeghatározóbb együttesévé válik az Európai Kiadó (a VHK, a Kontroll Csoport, a Balaton és Bizottság mellett), ennek ellenére a zenekar 1983. december 30-ára „búcsúkoncertjét” hirdette meg.
„Hibernálódik’’ a zenekar, azaz nem szűnik meg valójában. Felveszi Jó lesz ’84 címmel a Love ’82 óta összegyűlt anyagot az Ikarusban, majd Sós Mária Városbújócska című filmjében bukkan fel úgy, hogy előzőleg két koncertet ad a megörökítendő jelenet kedvéért a Jégcsarnokban 1984 novemberében. (A film zenéjét Másik János és Jiŕí Stivin szerezte, valamint Másik az egyik főszerepet is játszotta.) Egyre több időt zenélnek együtt a zenekar tagjai, amelynek a végeredménye az 1987-ben megjelent Popzene című nagylemez lett. (A magyar avantgárd / alternatív rock műfajnak tulajdonképpen a korabeli kultúrpolitika második, kiadásra engedélyezett nagylemeze, melyet Molnár Gergely, a Spions frontemberének Popzene című forgatókönyve is inspirált, illetve a lemez címe innen származik.) Akadtak, akik „árulást" kiáltottak a megjelenő lemez kapcsán, azaz a zenekar „lepaktálását” a hanyatló Kádár-rendszerrel, Menyhárt Jenő szerint ugyanakkor „ez csak egy lemez” volt. A Küldj egy jelet című számukhoz videóklip is készült Xantus János rendezésében. Az akkori televíziós slágerlistára is felkerült a dal. A lemez sikert aratott, és a közönség „renegát része” is egyre inkább megbarátkozott az új zenékkel.
Ekkoriban (1985–1987 között) szorosan együttműködött az E.K. a Balaton együttessel, azaz Víg Mihállyal és Hunyadi Károllyal. Gyakran egymás társaságában lépett fel a két zenekar, sőt Víg Mihály (1985-ben) egyszerre volt a Balaton és az E.K. tagja is. Ekkorra már Kiss és Magyar – akik 1984-ben a Sziámi-Sziámi együttesbe ,,igazoltak" – is visszatértek. A „klasszikus E.K.-felállás” ebből az időből: Menyhárt Jenő (ének, gitár), Kiss László (basszusgitár), Dénes József (gitár), Magyar Péter (dob), Másik János (billentyűs hangszerek). Az említett Balaton zenekar két tagján kívül Tóth Zoltán (Spenót) és Vető János (korábban: Trabant zenekar) is fontos szerepet játszott az együttes ekkori munkáiban.
A zenekar következő korszaka az 1988–as és 1989-es évre tevődik. Menyhárt Jenő grandiózus terve (a „Kulich Gyula tértől az Operáig”) a Szavazz rám! című lemezen (1989) valósult meg. Az új album koncepciója (nyugati popzenei hatások nyomán), hogy az art-rock és a populáris zene minél inkább találkozzon a felvételeken. Zeneileg a rock/alternatív zene ötvöződött funkys elemekkel, mely utóbbi hangzást a gitárok mellett elsősorban a fúvósok – eddigieknél – dominánsabb szerepe jelentette. (Ezen a lemezen már nem gitározott Dönci, aki „betöltekezett Szent Lélekkel”, és megtagadta – egy időre – addigi múltját.) 
Gasner János (és Tóth Zoltán) visszatért a zenekarba, akik közül Gasner játékát azért is érdemes kiemelni, mert a Szavazz rám! c. (eredetileg URH) szám „bevezetőjében” (mely sajnálatosan a lemezen nem egészében hallható) a „80-as évekbeli magyar underground történetét” idézte meg: az URH-t jellemző felajzó gitárjáték szólalt meg, majd el-elhalkult a gitár, hogy a „szünetek” után egyre nagyobb erővel szólaljon meg újból a jellegzetes dallam (mintegy jelezve, hogy kitörölhetetlenül utat tört már magának az „új zene”) grandiozitást és színpadiasságot hordozva. Bár a lemezen megszólaló anyag az 1980-as évek végének „energiaáramlása” volt, egy zenei pályaszakasz kiteljesülése, a körülmények, ahogy készült a lemez, majd a lemezbemutató koncertek egyre inkább a szétforgácsolódás képét is előrevetítették: nem volt könnyű pótolni sem Dénest, sem Másik Jánost „menet közben”, valamint annyi zenész játszott ebben az időszakban a zenekarban, hogy a frontember – elmondása szerint – később már sokakat meg se ismert volna az utcán közülük.
Az 1990-es évek elején az E.K. mint formáció, már nem létezett. Helyette Menyhárt Jenő, Kiss László, Magyar Péter és Kirschner Péter a Low-fi nevű zenekarban játszott. Ez a formáció adta az „új” Európa Kiadó alapját. A zenekarhoz független előadóként Másik János is csatlakozott (a zenekar producere Peter Ogi volt), és Itt kísértünk – love ’92 címmel új albumot adtak ki. A 80-as évek végén, 90-es évek elején elkezdődő (vagy sok szempontból inkább folytatódó) korszakot Menyhárt életrajzi interjúkötetében az amnézia éveinek titulálja. A nemrégiben még cenzúrázó és betiltó elvtársak a nemzetközi tőkével működtetett vállalat menedzserei lettek: a jövő nem sok jót ígért. Az ALTEROCK, alternatív zenékkel foglalkozó magazinban pedig ekképpen foglalta össze Menyhárt Jenő a 80-as évek legvégét: – „…Magyarország most nem egy olyan jó hely, ott, ahol ennyire a létért megy a harc, és a korai kapitalista viszonyok kezdenek kialakulni, az nem a legideálisabb. Most itt művészetet csinálni teljesen érdektelen. Egy politikai őrület folyik, és ebben a zűrzavarban senkit nem érdekel, hogy készülnek-e filmek, nyílnak-e kiállítások, vannak-e rock and roll-koncertek. És ez a helyzet le fogja rombolni ezt a kultúrát…”  A korszak nehezen dokumentálhatósága, az addig szilárdabbnak tekintett értékek megrendülése, a bizonytalanság érzése köszönt vissza a ’93-ban kiadott anyagon: „valami elindult” benne, de a „semmibe futott ki”. Bár a lemezkészítéshez nagyobb tapasztalatokkal rendelkezett természetszerűleg az együttes, mint a megelőző két album elkészítésekor, mégis a tartalom, az üzenet sokkal kevésbé volt átütő, mint amilyenre a nyolcvanas években a zenekar képes volt.
A Love '92 egy cezúra kezdetét is jelentette: bő két évtizednek kell eltelnie, hogy majd a zenekar új műsort adjon ki hanghordozón. (Igaz, ez idő alatt nagyrészt nem is létezett az együttes). Menyhárt egyre inkább kevésbé gondolkodott már ezidőben hosszabb távon az Európa Kiadóban. Friss, új impulzusokra vágyva „kapóra jött”, hogy akkori amerikai szerelme, Shari, New Yorkba invitálta. Mielőtt azonban 1994. július 13-án felszállt volna a New Yorkba tartó repülőgépre, már előzőleg érlelődött a zenekarvezetőben, hogy az addigi, „Európa Kiadó-történet” lezárásaként elkészít egy olyan anyagot, amely végre méltóan mutatja be a zenekar majd másfél évtizedes útját. 1994 januárjában a Katona József Színházban két koncertet adott az E.K., mely képben és hangban is rögzítésre került És mindig csak képeket... címmel, amit a Bahia ki is adott. A zenekar tagjai ekkor: Menyhárt, Kiss, Magyar, Kirschner, valamint Varga Orsolya és Dióssy D. Ákos (utóbbiak mindketten szintetizátoron játszottak). 
A New York-i „nagy kaland” során sok új tapasztalat, impulzus érte Menyhártot, kitágult a világ előtte, de majdnem végzetessé is vált a világváros számára: egy szerencsétlenebb életperiódusában elhagyatottan, legyengülten agyhártyagyulladást kap, de, az immár „ex-feleség”, Shari segítségének köszönhetően még éppen időben került kórházba.
Túlélve a nehéz időszakot, nyaranta rendszeresen hazalátogat Menyhárt. 1997-ben azzal az ötlettel áll elő Bognár Attila programszervező-lemezkiadó, hogy mi lenne, ha játszana az együttes a Szigeten. Mivel az e-mailben megszólított zenekari tagok egytől egyig igent mondtak „Jenőnek”, így újra összeállt az együttes. A közönség nagy örömmel fogadta a „visszatérő Kiadót”, különösen a Turista című régi Menyhárt-szerzemény „üt nagyot” ebben az időben. Ekkor léptek fel először a Sziget Fesztiválon.
A 2004-es Magyarország európai uniós csatlakozásakor több, A38 Hajó programszervezőben merült fel, hogy az esemény alkalmából az E.K.-nak játszania kellene: a három koncertre tervezett programból végül jóval több fellépés lett.
Ezeken a koncerteken a „régi felállású” Kiadó szerepel, azaz Menyhárt mellett Kiss László, Magyar Péter, Másik János, Varga Orsolya (a ’89-es koncertturnén és nagylemezen már ő is játszott szintetizátoron), valamint Kirschner Péter. Az elkövetkezendő évek során, mikor sikerül össze-összehívni az együttest, ebben a felállásban játszanak, egészen 2008-ig, mikor is a doboknál – rövid ideig – Molnár Gábor „Lóhalál” váltja a régi tagot, Magyar Pétert, majd Gyenge Lajos lesz hosszú távon az együttes dobosa.
Több mint húsz év után új programmal jelentkezik az Európa Kiadó, 2013-ban Annak is kell… címmel CD-t jelentet meg immár megváltozott felállásban. Menyhárt – aki nélkül nincs Európa Kiadó – Fülöp Bencét (basszusgitár) és Darvas Benedeket (hegedű, billentyűsök, trombita, ütősök) kooptálta, Kirschner, Másik és Gyenge jelentette a folytonosságot ekkor. 2016-ban „átgondolva” az előző albumot született meg a Valahol lenni CD, mely az előző albumról négy dalt emelt át az aktuális albumra, amin már Winterverber Csaba basszusgitározott.

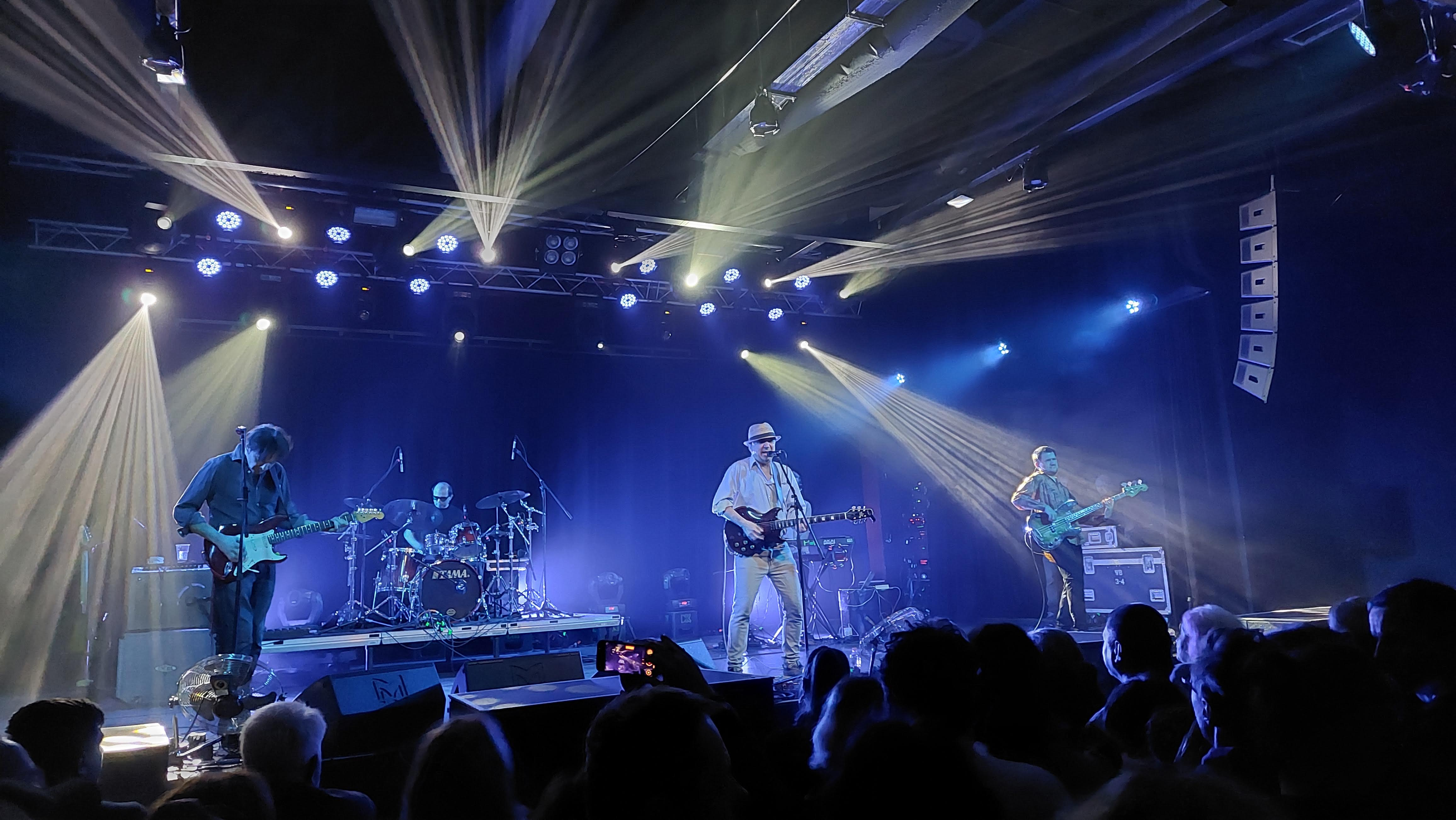
Európa Kiadó zenekar a Dürer Kertben 2025.01.17-én

2017 elején még nagyobb változás történt a zenekar életében. Az alternatív zenei szcénában jól ismert Bujdosó János lett az új gitáros, szintetizátoron Kálmán András játszott, akit a Ladánybene 27 zenekarból ismerhet a hallgatóság, „megmaradt” a dobos, Gyenge Lajos, és egy érdekesség: a 80-as évek második felének felállásából ismert Tóth Zoltán (Spenót együttes) lett a basszusgitáros. 2018: a zenekar négy számból álló CD-vel jelentkezett, melynek címe: Nincs Kontroll. 2019 őszén Spenót kilépett az Európa Kiadóból, helyére Koroknay András érkezett.
A 2022-ben bemutatott, A besúgó című HBO sorozatnak a Mocskos idők lett a főcímdala. Ugyanebben az évben a dalt az Ivan & the Parazol Menyhárt Jenővel közösen átdolgozta és a koncertjein játszani kezdte.

## Tagok

### Jelenlegi tagok
- Menyhárt Jenő – ének, gitár, zenekari igazgató
- Bujdosó János – gitár
- Gyenge Lajos – dob, percussion
- Kálmán András – billentyűs hangszerek
- Koroknay András – basszusgitár

### Korábbi tagok
- Darvas Benedek – billenyűsök, percussion, hegedű, trombita
- Dénes József „Dönci” – gitár
- Dióssy D. Ákos – billentyűsök
- Fülöp Bence -- basszusgitár
- Gasner János – gitár
- Gerő András – billentyűsök
- Gyenge Lajos – dob
- Joe Dyssou – ének
- Kamondy Ágnes – billentyűsök
- Kiss László – basszusgitár
- Kirschner Péter – gitár
- Magyar Péter – dob
- Másik János – billentyűsök
- Menyhárt Jenő – gitár, ének, zenekari igazgató
- Salamon András – dob
- Tóth Zoltán „Spenót” – gitár
- Varga Orsolya – billentyűsök
- Vető János – trombita, sziréna, síp, duda, ének, vokál
- Víg Mihály – gitár, vokál
- Winterverber Csaba – basszusgitár

## Bibliográfia, diszkográfia, hivatkozások

### Bibliográfia
- PARA-KOVÁCS Imre, AMERIKA KIADÓ – Beszélgetések Menyhárt Jenővel, Glória Kiadó, 2006
- DÉNES József, Szökésben (Dönci visszaemlékezései), Jaffa Kiadó, 2016
- C.R., Rock borotvaélen = ALTEROCK, 1990, januári szám
- DRPETER, Kirschner Péter interjú – 1. rész (2016), 2017. január 14.[7]
- DRPETER, Kirschner Péter interjú – 2. rész (2016), 2017. január 15.[8]
- DRPETER, Magyar Péter-interjú, 2016. január 6.[9]
- VÍG György, Másik János: Nincs átverés az Európa Kiadóban, 2013. június 21.[10]
- (Az infostart.hu-n olvasható interjú szerzője nincs feltüntetve), Másik János: Túl hosszú ideig voltam szürke eminenciás, 2017. szeptember 10.[11]
- LÁNG Dávid, Az URH és az Európa Kiadó dalai ott és akkor telibe találtak, 2016. január 17.[12]

### Diszkográfia
- Love '82 (1982)[13]
- Búcsúkoncert (1983)[14]
- Jó lesz (1984)[15]
- Városbújócska, Jiŕí Stivin, Másik János, filmzene (Európa Kiadó koncertfelvétellel; 1985-ben kazettán is megjelent)
- Koncert a Zichy kastélyban (1986)[16]
- Popzene (1987)[17]
- Szavazz rám (1989)[18]
- Itt kísértünk – Love '92 (1993)[19]
- És mindig csak képeket (1994)[20]
- Így vonulunk be (2005)[21]
- Annak is (2013)[22]
- ...valahol lenni... (2016)[23]
- Nincs kontroll (2018)[24]
- Love 2020 (2021)[25]

### A zenekar hivatalos archívuma
- https://europakiado.a38.hu/